# Hasan Hadžimejlić
Šejh Hasan ef. Hadžimejlić (poznat i kao šejh Hasan-baba Hilmi) (? - 1899.), bosanskohercegovački je teolog bošnjačkog podrijetla, šejh nakšibendijskog tarikata.

## Životopis
Hasan Hadžimejlić je bio najstariji sin šejha Muhameda Mejlije. Nadimak mu je bio Hilmi (blagi). Točan datum njegovog rođenja nije moguće odrediti. Smatra se da je rođen negdje oko 1850. godine, jer dok je on bio u fojničkoj medresi, šejh Muhamed Mejlija je umro, a kaže se da je bio maloljetan. Kad je šejh Muhamed Mejlija umro, šejh Arif ef. Kurd je po nalogu Mejlije preuzeo ulogu starateljstvo nad Hasanom za koga je bilo predviđeno da bude šejh u Vukeljičkoj tekiji. Poslije osnovnog obrazovanja u Fojnici, šejh Arif ef. Kurd šalje mladog Hadžimejlića na daljnje obazovanje u Sarajevo. Tokom školovanja u Sarajevu, oženio se prvi put za ženu koja se zvala Melek. Kada se vratio u Vukeljiće oženio se drugi put, još za života svoje prve supruge. Habiba je bila njegova druga supruga, unuka šejha Abdurahamna Sirrije i sestra šejha Husni ef. Numanagića. S prvom suprugom Hasan Hadžimejlić imao je četiri sina: Musa Kjazim, Abdullatifa, Refika i 
Salema. S drugom suprugom, imao je sina Ilijasa. 
Hasan Hadžimejlić je bio osoba natprosječne inteligencije. Posjećivali su ga i tražili savjete svi važniji ljudi tadašnje Bosne i Hercegovine. Neki od značajnih su bili reis-ul-ulema Mehmed Džemaluddin ef. Čaušević i šejh Husni ef. Numanagić. Pored njih dvojice, dolazio je i šejh Osman ef. Nuri, te Abdullah ef. Bajrić. Za njega je slovilo da u tarikat prima samo muderrise (profesore) i muftije. Zahvaljujući njegovoj upornošću zaživjele su tekije u Visokom, Travniku, Konjicu i drugim bosanskohercegovačkim gradovima. 
Umro je u Vukeljićima 21. veljače 1899. godine. Sahranjen je nedaleko od šejha Muhameda Mejlije i šejha Huseina ef. Zukića.

## Vanjske poveznice
- Šejh Hasan-baba Hilmi